# Armonia Bordes
Armonia Bordes (ur. 3 maja 1945 w Tuluzie) – francuska polityk, w latach 1999–2004 eurodeputowana.

## Życiorys
Od początku lat 70. pracowała w koncernie farmaceutycznym Roussel Uclaf. Była także ławnikiem w sądzie pracy. Zaangażowała się w działalność trockistowskiej Walki Robotniczej. W wyborach w 1999 z listy LO i LCR uzyskała mandat posłanki do Parlamentu Europejskiego V kadencji. Należała do grupy Zjednoczonej Lewicy Europejskiej i Nordyckiej Zielonej Lewicy, pracowała w Komisji Praw Kobiet i Równouprawnienia oraz w Komisji Gospodarczej i Walutowej. W PE zasiadała do 2004.